# Make It Nasty
Make It Nasty è un singolo del rapper statunitense Tyga, pubblicato il 2 maggio 2011 su etichetta Young Money Entertainment.

## Tracce
1. Make It Nasty – 3:06